# Копанка (притока Васюківки)
Копанка, Васюківка — річка в Україні, у Бахмутському районі Донецької області. Права притока Васюківки (басейн Дону).

## Опис
Довжина річки 10 км, похил річки 12  м/км, найкоротша відстань між витоком і гирлом — 7,96  км, коефіцієнт звивистості річки — 1,26 . Площа басейну водозбору 39,4  км². Річка формується 5 безіменними струмками та 2 загатами.

## Розташування
Бере початок між селами Міньківкою та Голубівкою. Тече переважно на північний схід через Привілля і у селі Бондарне впадає у річку Васюківку, ліву притоку Бахмутки.
Населені пункти вздовж берегової смуги: Федорівка Друга, Никифорівка, Залізнянське.
У селі Привілля річку перетинає євроавтошлях E40М03.